# الإيطالي (فلم 1915)
الإيطالي (بالإنجليزية: The Italian) فيلم أبيض وأسود أمريكي صامت من إنتاج عام 1915 يحكي قصة سائق غندول إيطالي يأتي إلى الولايات المتحدة لجني ثروة ولكنه بدلاً من ذلك ينتهي بالعمل كمزيل أحذية ويعاني مأساة أثناء العيش مع زوجته وطفله في مسكن في نيو، الجانب الشرقي الأدنى من يورك. أنتج الفيلم توماس إتش إينس ، وأخرجه ريجنالد باركر، وشارك في كتابته سي غاردنر سوليفان وإينس، يقوم ببطولته الممثل جورج بيبان في دور البطولة بصفته المهاجر الإيطالي بيترو "بيبو" دونيتي، في عام 1991 اعتبرت مكتبة الكونغرس الأمريكية هذا الفيلم "ذا أهمية ثقافية أو تاريخية أو جمالية" وتم اختياره للحفظ في السجل الوطني للأفلام.

## فريق التمثيل
- جورج بيبان في دور بيترو "بيبو" دونيتي
- كلارا وليامز في دور أنيت أنسيلو دونيتي
- جيه فرانك بورك في دور ترودو أنسيلو
- ليو ويليس في دور بيل كوريجان
- فاني ميدجلي